# Bahnhof Neubrandenburg
Der Bahnhof Neubrandenburg ist ein Durchgangsbahnhof in der Stadt Neubrandenburg und Eisenbahnknoten im Osten des Landkreises Mecklenburgische Seenplatte. Er liegt unmittelbar nördlich der Neubrandenburger Altstadt und bindet an die Bahnstrecken Bützow–Szczecin und Berlin–Stralsund an. Von Neubrandenburg zweigt zudem die Bahnstrecke nach Friedland ab, auf welcher allerdings kein Personenverkehr mehr stattfindet. Früher führte zudem die Bahnstrecke Parchim–Neubrandenburg in den Bahnhof, welche nun allerdings zwischen Möllenhagen und Neubrandenburg abgebaut ist.

## Bahnanlagen
Die Gleise durchlaufen den Bahnhof in Ost-West-Richtung. Der ehemalige Hausbahnsteig wird nicht mehr genutzt, die zwei Inselbahnsteige sind von diesem aus durch einen Personentunnel zu erreichen. Am nördlichen Ende verläuft ein sechstes, bahnsteigloses, Gleis. Die Bahnsteige sind ebenfalls vom Busbahnhof der Stadt über eine Fußgängerbrücke zu erreichen.
Westlich des Bahnhofsgebäudes befand sich früher der so genannte Südbahnhof, ein mittlerweile abgebauter Kopfbahnsteig mit zwei zusätzlichen Gleisen. 
Ehemaliges Bahnbetriebswerk

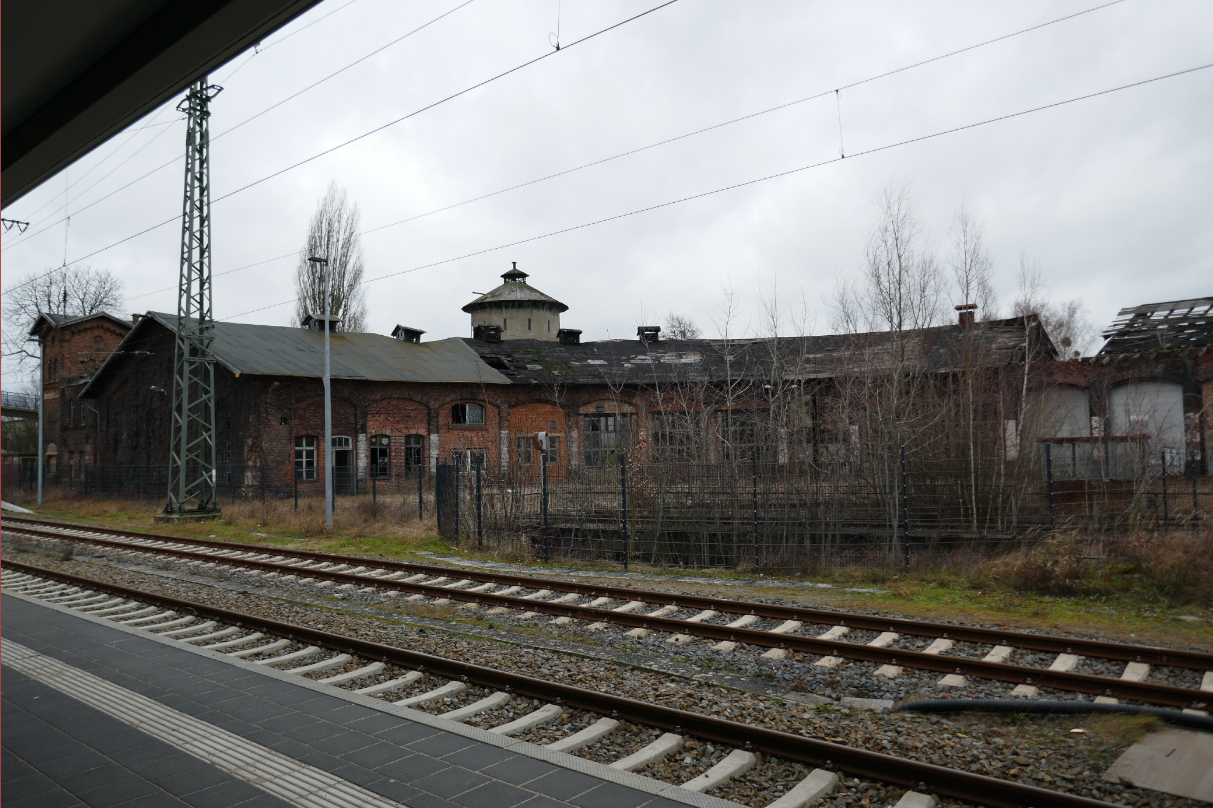
Bahnbetriebswerk Neubrandenburg, Lokschuppen und Wasserturm

Nördlich des Bahnhofs stehen zwei Ringlokschuppen, welche allerdings nicht mehr mit dem sonstigen Gleisnetz verbunden sind.
Der Bahnhof mit Empfangsgebäude und Lokschuppen steht unter Denkmalschutz.

## Geschichte
Neubrandenburg erhielt mit dem am 11. November 1864 eröffneten Streckenabschnitt Güstrow–Neubrandenburg den ersten Anschluss an das mecklenburgische Schienennetz. Die Strecke wurde 1866/67 weiter über Neubrandenburg hinaus nach Pommern verlängert. Am 10. Juli 1877 eröffnete die Berliner Nordbahn ihren ersten Abschnitt bis Neubrandenburg, ehe diese innerhalb eines halben Jahres zunächst bis Demmin, schließlich bis Stralsund erweitert wurde. Die Bahnstrecke Neubrandenburg–Friedland wurde am 5. November 1884 eröffnet, die Streckenverlängerung der Mecklenburgischen Südbahn nach Neubrandenburg am 20. Januar 1885.
Nach dem Zweiten Weltkrieg wurden 1945 die Gleise der Südbahn zwischen Kargow und Neubrandenburg als Reparationsleistung abgebaut. Der Personenverkehr nach Friedland endete 1994. Infolgedessen wurde der von beiden Bahnen genutzte Bahnsteig stillgelegt und mittlerweile entfernt. Neubrandenburg war neben Cottbus und Frankfurt (Oder) eine der wenigen Bezirksstädte der DDR, die nicht vom Städteexpress der Deutschen Reichsbahn angefahren wurden.
Von August 2016 bis November 2018 fanden umfassende Bauarbeiten statt. So wurden die Mittelbahnsteige neu errichtet, ein neuer Eingang aus Nordrichtung in den Personentunnel gebaut sowie durch Fahrstühle die Barrierefreiheit hergestellt. Da DB Fernverkehr bei DB Netze für Neubrandenburg keinen Fernverkehr mehr bestellt hat, haben die neuen Bahnsteige jedoch nur noch eine regionalzuggeeignete Länge von 140 Metern. Im Januar 2024 kündigte Verkehrsminister Reinhard Meyer allerdings an, die Voraussetzungen für den Fernverkehr wieder schaffen zu wollen und zwei Bahnsteige auf 210 Meter ausbauen zu lassen. Ein Baubeginn dafür sei frühestens 2027 realistisch.
Am 12. Juli 2024 wurde anlässlich des 150. Todestages von Fritz Reuter am Bahnhof ein zweisprachiges Ortsschild mit der niederdeutschen Schreibweise Niegenbramborg eingeweiht.

## Anbindung
Eine Anbindung an den Fernverkehr besteht nicht und ist im aktuellen Zustand aufgrund zu kurzer Bahnsteige nicht möglich. Jedoch bleibe der Bahn zufolge die Möglichkeit bestehen, bei steigendem Verkehrsaufkommen und neuen Planungen die Bauwerke wieder zu verlängern. Somit durchqueren derzeit nur zwei Regionalexpress-Linien den Bahnhof.
| Linie                    | Verlauf                                                                                        | Takt |
| ------------------------ | ---------------------------------------------------------------------------------------------- | --- |
| RE 4                     | Lübeck – Bad Kleinen – Bützow – Güstrow – Neubrandenburg – Pasewalk – Szczecin (/ Ueckermünde) | stündlich (Bützow–Pasewalk) zweistündlich weiter nach Lübeck und Szczecin einzelne Fahrten bis Ueckermünde |
| RE 5                     | Stralsund – Demmin – Neubrandenburg – Neustrelitz – Oranienburg – Berlin                       | zweistündlich Überlagerung zum Stundentakt mit dem RE51 zwischen Stralsund und Neustrelitz                 |
| RE 51                    | Stralsund – Demmin – Neubrandenburg – Neustrelitz                                              | zweistündlich Überlagerung zum Stundentakt mit dem RE5                                                     |
| Stand: 15. Dezember 2024 |                                                                                                | |